# فرانكا لكرة السلة
فرانكا لكرة السلة هو فريق كرة سلة برازيلي تأسس في سبتمبر 4, 1953. يلعب في الدوري البرازيلي لكرة السلة.

## وصلات خارجية
- الموقع الإلكتروني